# Breitenau, Niederösterreich
Breitenau är en ort och kommun  i Österrike. Den ligger i distriktet Neunkirchen i förbundslandet Niederösterreich, 60 km söder om huvudstaden Wien. 